# Patrika Darbo
Patrika Darbo (Jacksonville, 6 aprile 1948) è un'attrice statunitense.
È famosa per il ruolo di Nancy Wesley nella soap opera Il tempo della nostra vita e di Shirley Spectra in Beautiful.

## Filmografia parziale

### Cinema
- In campeggio a Beverly Hills (Troop Beverly Hills), regia di Jeff Kanew (1989)
- L'erba del vicino (The 'Burbs), regia di Joe Dante (1989)
- The Willies, regia di Brian Peck (1990)
- Gremlins 2 - La nuova stirpe (Gremlins 2: The New Batch), regia di Joe Dante (1990)
- Fuga per un sogno (Leaving Normal), regia di Edward Zwick (1992)
- Nel centro del mirino (In the Line of Fire), regia di Wolfgang Petersen (1993)
- Una moglie per papà (Corrina, Corrina), regia di Jessie Nelson (1994)
- Arresti familiari (House Arrest), regia di Harry Winer (1996)
- Speed 2 - Senza limiti (Speed 2: Cruise Control), regia di Jan de Bont (1997)
- Mezzanotte nel giardino del bene e del male (Midnight in the Garden of Good and Evil), regia di Clint Eastwood (1997)
- Madhouse, regia di William Butler (2004)
- Mr. & Mrs. Smith, regia di Doug Liman (2005)
- Hatchet, regia di Adam Green (2006)
- God Bless the Broken Road, regia di Harold Cronk (2018)

### Televisione
- Genitori in blue jeans (Growing Pains) – serie TV, 5 episodi (1987-1990)
- Una bionda per papà (Step by Step) – serie TV, 22 episodi (1991-1992)
- Il tempo della nostra vita (Days of Our Lives) – soap opera, 505 puntate (1998-2005, 2013, 2016-2017, 2022, 2024)
- Acting Dead – serie TV, 8 episodi (2014)
- The Bay – serie TV, 6 episodi (2014-2017)
- Beautiful (The Bold and the Beautiful) – serie TV, 74 episodi (2017-2018)
- Studio Città (Studio City) – serie TV, 6 episodi (2019)
- Aunt Cissy – serie TV, 5 episodi (2020)
- Febbre d'amore (The Young and the Restless) – soap opera, 5 puntate (2021)

## Doppiatrici italiane
Nelle versioni in italiano delle opere in cui ha recitato, Patrika Darbo è stata doppiata da:
- Lorenza Biella in Zampa e la magia del natale, Devious Maids - Panni sporchi a Beverly Hills
- Melina Martello in Beautiful
- Paola Giannetti in 9-1-1: Lone Star

## Premi
- Primetime Emmy Awards
  - 2016: "Outstanding Actress in a Short Form Comedy or Drama Series"
- Soap Opera Digest Awards
  - 1999: "Outstanding Female Newcomer"
- Indie Series Awards
  - 2018: "Best Guest Actress - Comedy"